# Malate déshydrogénase (NADP+)
La malate déshydrogénase à NADP+ (NADP-MDH) est une oxydoréductase qui catalyse la réaction :
(S)-malate + NADP+  {\displaystyle \rightleftharpoons }  oxaloacetate + NADPH + H+.
Cette enzyme est activée par les photons. Elle intervient dans le métabolisme du pyruvate et dans la fixation du carbone, notamment dans la fixation du carbone en C4.